# Palatin (naziv)
Palatin je naslov za dvorjana; najodličnejši med njimi je bil comes palatinus, namestnik vladarja, dvorni sodnik ali predsednik sodišča, najvišji uradnik, varuh kraljevih interesov.
- Pri Rimljanih je bil palatin upravnik cesarjevega dvora ( latinsko palatium, ki je bila na griču Palatinu v Rimu); naziv palatini se nanaša tudi na oddelke, ki so čuvali cesarjevo palačo in v času cesarja Konstantina I. tudi na oddelke, ki so cesarja spremljali na pohodu.

- V Bizancu je bil palatin dvorjan, predvsem predstojnik cesarske zakladnice.

- V Frankovski državi je bil palatinski grof najvišji uradnik pisarne za izdajo listin; skrbel je za protokol. Sprva je bil član kraljevega sodišča, obravnaval je primere na dvoru in skrbel za izvršitev sklepov. Med vladavino Karolingov je bil predsednik kraljevega sodišča s precejšnimi pooblastili. Zadolžen je bil tudi za gospodarjenje z vladarjevim imetjem.

- Pri saških in salijskih nemških kraljih od Otona Velikega naprej so palatinski grofje varovali pravice kraljev in s tem postali protiutež dednim vodjem. Upravljali so s kraljevim premoženjem. S časom se je pokazala potreba po več (pod)palatinih po posameznih delih države, ki so nadzorovali plemenske vojvode in upravljali raztresena državna (kraljeva) posestva (npr. na Saškem, na Bavarskem in predvsem v Lotaringiji). S časom so mnoga njihova pooblastila prešla na vojvode in druge zemljiške gospode, v Italiji na škofe.

- Lotarinški palatinski grof je edini, ki je od 11. stoletja naprej ohranil nekdanjo vlogo karolinškega palatinskega grofa. Deloval je ob kraljevem dvoru v Aachnu. Dobil je lastne posesti na področju Aachen-Köln. Iz teh se je kasneje razvila palatinska grofija ob Renu.

- Renski palatinski grof, naslednik lotarinškega palatinskega grofa, je v času cesarja Friderika I. Barbarosse zelo pridobil na svojem vplivu. Kasneje je postal volilni knez, namestnik vladarja ob njegovi odsotnosti (skupaj s saškim vojvodo) in teoretično tudi sodnik nad kraljem. Imel je svojo posest, Renski palatinat ali na kratko Palatinat.

- Naziv palatin je v 14. stoletju ponovno uporabil cesar Karel IV. Luksemburški za položaj na dvoru, ki mu je pripadala vloga prostovoljnega sodnika in nekaj častnih funkcij.

- Na Ogrskem je bil palatin najvišji uradnik na dvoru ogrskega in od leta 1102 hrvaško-ogrskega kralja; bil je upravnik kraljevega dvora, kmalu je postal kraljev namestnik (predvsem v vlogi dvornega sodnika) in varuh njegovega pečata. - Od leta 1485 je bila s kraljevim dekretom palatinova oblast točneje določena: vlada v času interregnuma, je regent mladoletnega kralja, vrhovni sodnik in poveljnik vojske, v času bivanja kralja zunaj države je njegov namestnik (locumtenens). Dosmrtno ga volita kralj in sabor (državni zbor), je posrednik v sporih med kraljem in saborom. - Palatinova oblast ni segala na Hrvaško, kjer je bil kraljev namestnik (prorex) ban. - Od leta 1848 palatina niso več imenovali.